# Deshumidificador

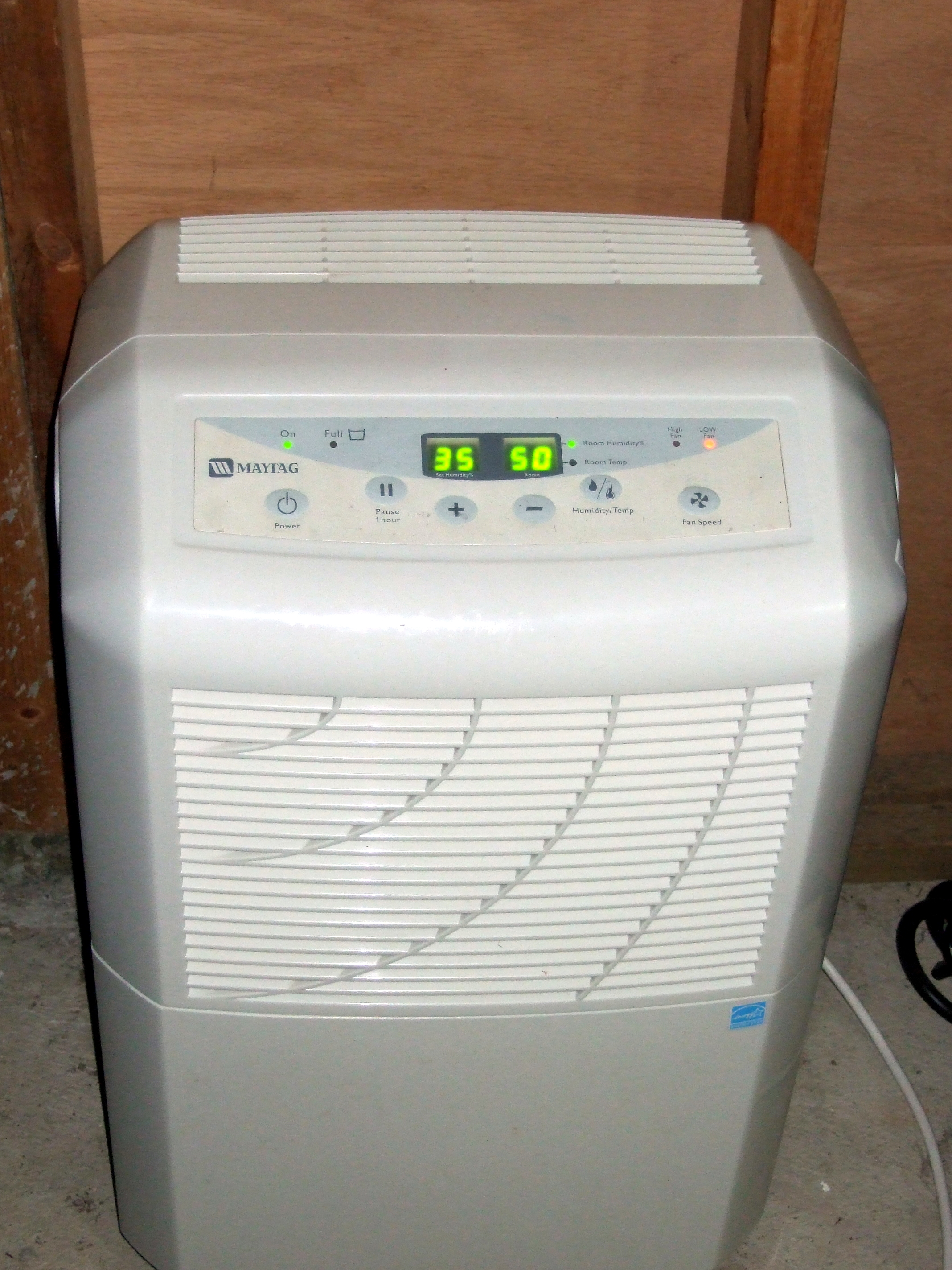
Un típico deshumidificador portátil.

Un deshumidificador (también deshumedecedor) es un aparato que reduce la humedad ambiental filtrando el aire de una habitación y depositando el agua resultante de la condensación en un depósito para ello. 
Existen muchos tipos de deshumidificadores, según su uso y tipo.

## Historia
El primer deshumidificador fue creado por el inventor estadounidense Willis Haviland Carrier en 1902 para deshumidificar una planta de impresión de Brooklyn. Carrier citó el descubrimiento como motivo posterior de nuevos descubrimientos en el aire acondicionado.

## Funcionamiento
Consiste en una bomba de calor para proporcionar una zona fría donde condensar la humedad y una zona caliente para recuperar la temperatura ambiental.
Su funcionamiento consiste en pasar una corriente de aire por un evaporador , el cual está a una temperatura por debajo del punto de rocío, provocando que la humedad ambiental se condense y gotee a un depósito o un desagüe. Después de ser secado y enfriado el aire pasa por el condensador , con lo que recupera la temperatura ambiental y disminuye aún más su humedad relativa.
A veces se puede producir hielo en la zona fría. En algunos aparatos, cuando detecta que la temperatura en la zona fría baja de 0 grados, se para la bomba de calor, pero se sigue moviendo el ventilador hasta que el hielo se derrita.
Podría parecer que el proceso no alteraría la temperatura ambiental, pero sí la afecta debido a que toda la potencia eléctrica empleada por el equipo frigorífico (compresor + ventiladores) más el calor latente de vaporización de toda el agua condensada se ha de disipar en el ambiente.
El deshumidificador se usa para reducir y controlar la humedad del ambiente, especialmente en el verano. 
También se usa en procesos industriales con aparatos de gran potencia. Así pues en la industria alimentaria son utilizados para evitar el crecimiento de bacterias y descomposición de proteínas en alimentos sensibles al calor o para acelerar el secado de embutidos. Son también ampliamente utilizados por la industria armamentística y pirotécnica, a fin de garantizar la correcta conservación de material electrónico, pólvora y munición.
Se pueden llegar a encontrar hasta 4 tipos de deshumidificadores: Industriales, desecantes, silenciosos y de calefacción.
Deshumidificadores industriales: Los deshumidificadores industriales son aquellos construidos para realizar trabajos de gran demanda. Es decir, estos productos poseen diseños bastantes robustos y, generalmente, incorporan todas las características más importantes, como: tanques de almacenamiento de agua de mucha capacidad, buena gestión de la energía, entre otras cosas.
Los deshumidificadores con tecnología desecante: se diferencian de los tradicionales, principalmente porque prescinden de compresores, lo que se traduce en productos de suma ligereza.
Los deshumidificadores silenciosos son muy utilizados, sobre todo en hogares donde hay bebés, ya que así los padres se aseguran de evitar que éste padezca de problemas respiratorios.
Un deshumidificador con calefacción es lo que dice su nombre: un dispositivo deshumidificador con la cualidad de ser calefactor. Por lo tanto, se puede decir que, en teoría, se consigue lo mejor de los dos mundos.

## Tamaño de mercado
Según una estimación de 2015, el mercado global total direccionable proyectado de deshumidificadores fue de alrededor de $ 3,5 mil millones para 2022. Esto incluye varios tipos y aplicaciones, que abarcan diferentes aplicaciones como el hogar e industrial y diferentes tecnologías como ventilación y desecante.